# Accident Man: Hitman’s Holiday
Accident Man: Hitman’s Holiday ist ein britischer Action-Thriller aus dem Jahr 2022, der die Fortsetzung des Films Accident Man aus dem Jahr 2018 mit Scott Adkins unter der Regie von Harry Kirby nach dem gleichnamigen Comic von Pat Meath und Tony Skinner aus dem Jahr 1991 ist.

## Inhalt
Diesmal muss Killer Mike Fallon den undankbaren Sohn des Mafiabosses beschützen und das Leben seines einzigen Freundes retten.

## Produktion und Veröffentlichung
Im März 2019 bestätigte Jesse V. Johnson, dass Sony die Entwicklung von Accident Man 2 genehmigt hat und dass Stu Smalls ein Drehbuch schreibt. Im November 2021 wurde der Film in Malta gedreht. Regie führten die Kirby Brüder (George und Harry). Der Film wurde am 14. Oktober 2022 als Video-on-Demand und in den Kinos veröffentlicht. Zur Besetzung gehören Scott Adkins, Ray Stevenson, Perry Benson, Henry Zhang und Flaminia Cinque.